# Tubinga
Tubinga (in tedesco Tübingen /ˈtyːbɪŋən/ , in svevo Dibenga) è una città di 92 811 abitanti della Germania sud-occidentale, nel Land del Baden-Württemberg. Capitale di distretto governativo, è situata circa 35 km a sud di Stoccarda, alla confluenza dei fiumi Neckar e Ammer. Appartiene alla regione storica della Svevia.
La città è sede di una famosa ed antica università, fondata nel 1477. Tra i residenti della città (81 000 nell'agosto 2004) più del 30% è costituito da studenti (circa 25.000), dando una nota caratteristica alla vita sociale della città.
Il centro storico cittadino è di rara bellezza tra le città tedesche, in quanto praticamente intatto anche dopo la seconda guerra mondiale. Gli edifici tipici del centro storico cittadino, spesso antichi, con inserzioni in legno, in particolar modo sulla riva del Neckar, danno l'impressione di una città uscita da una fiaba. Le origini della città vengono fatte risalire al VI-VII secolo.
Le prime testimonianze della fortezza attorno alla quale si sviluppò l'insediamento risalgono al 1078 e fino al 1342 la città fu dominio dei conti del Palatinato e passò poi in quell'anno al Württemberg.
Alla fine degli anni novanta, il settimanale tedesco Der Spiegel pubblicò un sondaggio nazionale dal quale risultò che Tubinga aveva la qualità della vita più alta tra tutte le città tedesche.

## Monumenti
I monumenti principali della città sono:
- il Castello di Hohentübingen, il grandioso castello dominante la città eretto nel 1078 e ampliato negli anni dal 1507 al 1647 con un portale sfarzoso e molto ornato del 1606 a forma di arco romano con lo stemma araldico dei Württemberg. Ospita una esposizione archeologica permanente di grande interesse facente parte del Landesmuseum Württemberg;
- la Collegiata di San Giorgio (Stiftskirche Sankt Georg), grande chiesa tardogotica, edificata negli anni dal 1470 al 1483, che contiene le tombe dei duchi del Württemberg,
- il Markt, la piazza centrale contornata da case antiche in parte a graticcio e dalla sede municipale ornata di affreschi esterni;
- la Torre di Hölderlin (Hölderlinturm), torre della vecchia cinta muraria, ora non più esistente, dove dal 1807 all'anno della sua morte (1843) visse, bonariamente sorvegliato, il celebre poeta romantico tedesco Friedrich Hölderlin ormai pazzo, dopo una vita travagliata e avventurosa;
- i numerosi musei di svariate discipline (archeologico, geologico e paleontologico, della storia della medicina, della storia dell'odontoiatria, di storia, artigianato e arte locali, di arte moderna, di archeologia egiziana, di mineralogia) ed altri di carattere didattico presso i vari istituti universitari;
- l'abbazia di Bebenhausen, non lontano dalla città.

## Società

### Evoluzione demografica
| Anno | Popolazione |
| ---- | ----------- |
| 1871 | 16.176      |
| 1880 | 19.378      |
| 1890 | 20.913      |
| 1900 | 23.425      |
| 1910 | 28.499      |
| 1925 | 29.971      |
| 1933 | 34.112      |
| 1939 | 35.963      |
| 1950 | 44.221      |
| 1956 | 51.454      |
| 1961 | 58.768      |
| 1962 | 61.068      |
| 1963 | 61.484      |
| 1964 | 62.454      |
| 1965 | 63.450      |

| Anno | Popolazione |
| ---- | ----------- |
| 1966 | 64.886      |
| 1967 | 65.846      |
| 1968 | 67.054      |
| 1969 | 67.947      |
| 1970 | 66.788      |
| 1971 | 68.231      |
| 1972 | 69.650      |
| 1973 | 70.993      |
| 1974 | 71.175      |
| 1975 | 71.348      |
| 1976 | 71.558      |
| 1977 | 71.820      |
| 1978 | 71.193      |
| 1979 | 72.167      |
| 1980 | 73.132      |

| Anno | Popolazione |
| ---- | ----------- |
| 1981 | 74.500      |
| 1982 | 74.766      |
| 1983 | 75.013      |
| 1984 | 75.333      |
| 1985 | 75.825      |
| 1986 | 76.122      |
| 1987 | 71.701      |
| 1987 | 72.936      |
| 1988 | 76.046      |
| 1989 | 78.643      |
| 2001 | 82.444      |
| 2002 | 82.885      |
| 2003 | 83.137      |
| 2004 | 83.360      |
| 2005 | 83.496      |

| Anno | Popolazione |
| ---- | ----------- |
| 2006 | 83.557      |
| 2007 | 83.813      |

## Amministrazione

### Gemellaggi del comune di Tubinga
- Monthey, dal 1959
- Aix-en-Provence, dal 1960
- Ann Arbor, dal 1965
- Durham, dal 1969
- Aigle, dal 1973
- Perugia, dal 1984
- Petrozavodsk, dal 1989
- Villa El Salvador, dal 2006
- Moshi, dal 2014
- Potsdam

### Gemellaggio della frazione di Kilchberg
- Kilchberg, dal 1981

### Gemellaggio della frazione di Hirschau
- Kingersheim, dal 1963 (all'epoca della firma del trattato di gemellaggio con Kingersheim, Hirschau era ancora un comune a sé stante)

## Istruzione

### Università
L'Università di Tubinga o Università Eberhard Karl di Tubinga è una delle università più antiche e rinomate della Germania e fu fondata nel 1477. Questa istituzione educativa ha visto nascere il movimento della resistenza alla Germania nazista nel 20 luglio 1944. Nel foyer della sala nuova dal 1984 una targa commemorativa ricorda questi fatti.
L'Università ha una clinica con 17 ospedali diversi con circa 1.500 posti letto. Dal 1998, la clinica è gestita come un ente autonomo di diritto pubblico.

## Nella cultura di massa
- Nel suo ultimo album (intitolato Hegel), con i testi di Pasquale Panella, Lucio Battisti ha dedicato la canzone Tubinga a questa città. È citata anche nella canzone eponima del disco, Hegel.
- Nel manga dei Cavalieri dello zodiaco, il castello di Hades e Pandora, i due fratelli nemici dell'ultima serie, sorge proprio a Tubinga.